# Independentes
Independentes foi uma denominação utilizada em várias circunstâncias para identificar exposições e/ou grupos de artistas ao longo do Século XX em Portugal, conotados com um desejo de modernização da arte. Com exceção dos dois Salões dos Independentes (1930, 1931) e do conjunto das Exposições Independentes (c. 1943-1950), estas iniciativas não formam um conjunto coerente ou sequencial.
Data de 1923 a exposição Cinco Independentes (SNBA, Lisboa); de 1930 e 1931 o 1º e 2º Salão dos Independentes (SNBA, Lisboa); de 1936 a exposição dos Artistas Modernos Independentes (Casa Quintão, Chiado, Lisboa); finalmente, em 1959 realizou-se a exposição 50 Artistas Independentes, SNBA, Lisboa.
Promovidas por estudantes da Escola de Belas-Artes do Porto (onde se destaca Fernando Lanhas),  entre 1943 e 1950 foram realizadas as Exposições Independentes. Segundo Fernando Guedes, "o mérito maior destes «independentes» [...] foi o de terem apresentado pela primeira vez arte abstrata realizada em Portugal e, pela insistência nessa apresentação ao longo dos anos, a terem tornado mais ou menos familiar ao público".

## Cinco Independentes
Inserida no ambiente de renovação das primeiras décadas do século XX, a exposição Cinco Independentes abriu as portas em Outubro de 1923 na Sociedade Nacional de Belas Artes, Lisboa. É um marco na afirmação do modernismo em Portugal na década de 1920.
O núcleo central de participantes era constituído por Dordio Gomes, Henrique Franco, Alfredo Miguéis, Francisco Franco e Diogo de Macedo, todos eles a trabalhar em Paris nessa época. Também foram convidados a expor Almada Negreiros, Eduardo Viana e Mily Possoz. No manifesto publicado na altura os membros do grupo declaravam-se "independentes de tudo e de todos", e recusavam posturas radicais (como as da primeira vaga modernista de Almada, Amadeo e Santa-Rita), representando uma "pausa consciente na guerra do modernismo […] em obras de expressionismo prudente e gostoso".

## Salões dos Independentes

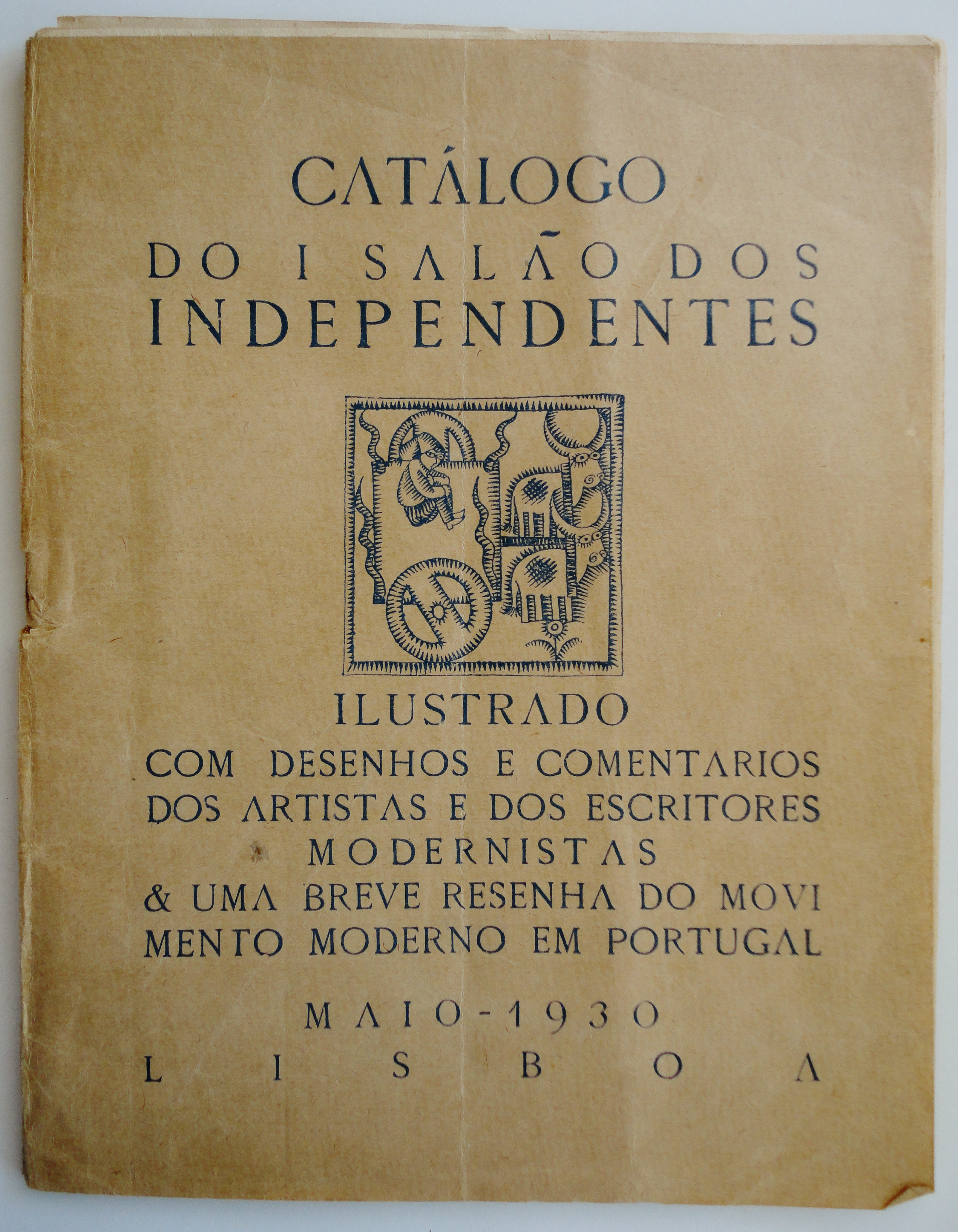
I Salão dos Independentes, SNBA, Lisboa

O I Salão dos Independentes realizou-se na Sociedade Nacional de Belas Artes, Lisboa, em 1930. Participaram 20 pintores, 10 escultores, 10 arquitetos, 21 desenhadores, 2 decoradores, 2 cartazistas e 2 fotógrafos, num total de 312 obras expostas.
A exposição, cujo manifesto foi redigido por António Pedro, mostrou um panorama de uma arte "que se apresentava como moderna, mas «serenamente», e sem polémicas ou prejuízos de «modernismo» e ainda menos de «futurismo»".
Foi publicado um catálogo criterioso, com paginação original, onde se incluíram ilustrações e alguns textos dos expositores e de intelectuais como Fernando Pessoa, Raul Leal, Mário Saa, José Régio, Manuel Mendes, etc. O catálogo fazia igualmente um breve levantamento do movimento modernista em Portugal.
Em paralelo com a exposição foram realizadas 3 conferências (António Pedro, João Osório de Castro e João Gaspar Simões) e publicado um Cancioneiro (organizado por António Pedro e com colaboração de Cesário Verde, Camilo Pessanha, Fernando Pessoa, Miguel Torga, etc.).
Entre os participantes na exposição podem destacar-se: Júlio, Mário Eloy, Sarah Afonso, Abel Manta, Dordio Gomes, Jorge Barradas, Lino António, Mily Possoz, Carlos Botelho, Bernardo Marques, José Tagarro, João Carlos, Francisco Franco, Diogo de Macedo, Canto da Maia, Salvador Barata Feyo, Leopoldo de Almeida, António Duarte, António de Azevedo, Ruy Roque Gameiro, Cristino da Silva, Carlos Ramos, Cotinelli Telmo, Jorge Segurado, Adelino Nunes, Paulino Montez, Arlindo Vicente, Mário Novais, etc.
Em 1931 foi realizado o 2º Salão dos Independentes, também na Sociedade Nacional de Belas Artes, mas de menor ambição e impacto.

## Artistas Modernos Independentes
Entre os Salões dos Independentes de 1930 e 1931 e a exposição dos Artistas Modernos Independentes, 1936, ocorreram outras exposições de pendor modernizante que não cabe mencionar aqui.
Homenageando Amadeo, Santa-Rita, Sá-Carneiro e Pessoa, a exposição dos Artistas Modernos Independentes realizou-se na Casa Quintão (Chiado, Lisboa); integrava um total de 49 obras de 11 autores, entre os quais António Pedro, Almada Negreiros, Júlio, Mário Eloy, Sarah Afonso, Maria Helena Vieira da Silva, Arlindo Vicente e Arpad Szenes.
Segundo António Pedro, esta exposição era a melhor das que se realizaram em Lisboa, e mais moderna, "porque mais livre e diferenciada". A sua afirmação era feita polemicamente em oposição às Exposições de Arte Moderna do S.P.N./S.N.I., iniciadas no ano anterior.

## 50 Artistas Independentes
Com uma comissão organizadora composta apenas por artistas (Conceição Silva, Fernando Azevedo, João Abel Manta, Jorge Vieira, Júlio Pomar, Vespeira), a exposição 50 Artistas Independentes realizou-se na SNBA, Lisboa, em 1959 e teve um significado especial. Reunindo 51 artistas, muitos deles expositores nas Exposições Gerais de Artes Plásticas, ocorreu no rescaldo da candidatura de Humberto Delgado à presidência da República e pretendeu definir uma posição de independência em relação às iniciativas culturais do governo de Salazar. A exposição abriu no mesmo dia e à mesma hora que o Salão dos Novíssimos, de iniciativa do SNI.
Entre os participantes na exposição 50 Artistas Independentes contaram-se: Alice Jorge, António Charrua, António Areal, Bartolomeu Cid dos Santos, Carlos Calvet, Fernando Azevedo, Francisco Relógio, João Abel Manta, João Cutileiro, João Hogan, Joaquim Rodrigo, Jorge Vieira, José Escada, José Júlio, Júlio Pomar, Lima de Freitas, Manuel Baptista, Menez, Nikias Skapinakis, Querubim Lapa, Sá Nogueira, Rui Filipe, Vespeira.

## Exposições Independentes

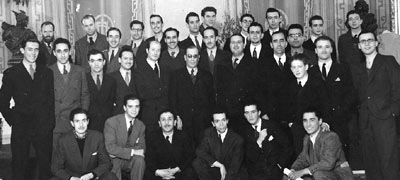
Os Independentes

Os Independentes foram um grupo de artistas em meados do século XX que incluía escultores, pintores e arquitetos na cidade portuguesa do Porto.
A arte abstrata portuguesa está historicamente ligada às exposições independentes, cujo principal organizador e animador, Fernando Lanhas, é coincidentemente a figura central desse abstracionismo.
Após uma I Exposição, em Abril de 1943, nas instalações da Escola Superior de Belas Artes do Porto, com esculturas de Altino Maia, Mário Truta, Arlindo Rocha, Serafim Teixeira, Augusto Tavares e Manuel Pereira da Silva, as exposições independentes passam a ter lugar fora da Escola e, várias vezes fora do Porto, um primeiro exemplo de descentralização e vontade de difusão que apesar de tudo, não evitará uma certa marginalização dos artistas do Porto em relação aos acontecimentos e iniciativas de maior visibilidade e impacto da capital.
A II Exposição Independente apresenta-se, em Fevereiro de 1944, no Ateneu Comercial do Porto, com esculturas de Altino Maia, Arlindo Rocha, Eduardo Tavares, Joaquim Meireles, Manuel da Cunha Monteiro, Maria Graciosa de Carvalho, Mário Truta, M. Félix de Brito, Manuel Pereira da Silva e Serafim Teixeira. Será a partir daí que a ação de Fernando Lanhas se fará sentir, na consistente qualidade dos catálogos e das exposições, bem como na persistência em manter vivas as iniciativas.
A III Exposição Independente tem lugar, no mesmo ano, no salão do Coliseu do Porto, com esculturas de Abel Salazar, Altino Maia, António Azevedo, Arlindo Rocha, Eduardo Tavares, Henrique Moreira, Manuel Pereira da Silva, Mário Truta, e Sousa Caldas. No catálogo da exposição, em itinerância por Coimbra, Leiria e Lisboa, em 45, esclarece-se que o nome de “independente” não é um nome ao acaso, mas implica a consciência de que a arte é um património da humanidade e daí a “a nossa variadíssima presença”, entendendo-se que o presente deve ativar-se para alicerçar o futuro, não se podendo negar ao passado o direito de recordar-se..
Para Fernando Lanhas as “Exposições Independentes” do Porto marcam um momento histórico significativo na nossa pintura e escultura. Primeiro, porque reúnem pintores e escultores de formação diferente (a razão de ser da palavra “Independente” vem da não filiação num “ismo” particular), empenhados numa igual ação coletiva e mergulhados no mesmo entusiasmo. Segundo, porque nelas aparece, sem preconceitos nem complexos, esta abstração original e fecunda. E, em terceiro lugar, porque escapam à voracidade centralizadora da capital.
Entre 1946 e 1950, realizam-se mais quatro exposições independentes, na Galeria da Livraria Portugália, no Porto, em 1946, 48, e 50, e uma em Braga em 1949.
De 1943 a 1950, expuseram em quase todas as exibições os pintores Fernando Lanhas, Júlio Resende, Júlio Pomar, Nadir Afonso, Rui Pimentel, Dordio Gomes, Carlos João Chambers Ramos, Amândio Silva, António Lino, Aníbal Alcino e Victor Palla.

### Cronologia
- 1943 – I Exposição dos Independentes, Escola Superior de Belas-Artes do Porto.
- 1944 – II Exposição dos Independentes, Ateneu Comercial do Porto.
- 1945 – III Exposição dos Independentes, Coliseu do Porto.
- 1946 – Galeria da Livraria Portugália, Porto.
- 1948 – Galeria da Livraria Portugália, Porto.
- 1949 – Braga.
- 1950 – Galeria da Livraria Portugália, Porto.